# Xã Augusta, Quận Carroll, Ohio
Xã Augusta (tiếng Anh: Augusta Township) là một xã thuộc quận Carroll, tiểu bang Ohio, Hoa Kỳ. Năm 2010, dân số của xã này là 1.619 người.